# Les Mémoires de la vache Yolande
Pour plus de détails, voir Fiche technique et Distribution.
Les Mémoires de la vache Yolande est un film français réalisé par Ernst Neubach sorti en 1951.

## Synopsis
Un professeur d'art dramatique fait de la figuration au cinéma : il doit traire une vache. Resté seul avec l'animal au studio, il est forcé de le monter dans son appartement. La police, la Société protectrice des animaux et le gouvernement s'en mêlent...

## Fiche technique
- Réalisation : Ernst Neubach
- Scénario : Ernst Neubach et Emil-Edwin Reinert, dialogues d'André Tabet
- Décor : Louis Le Barbenchon
- Photographie : Raymond Clunie
- Montage : Marcelle Lioret
- Musique : Fred Freed
- Sociétés de production  : Pen Films et Spéva Films
- Société de distribution : DisCina
- Année : 1950
- Pays de production : France
- Format : Noir et blanc
- Durée : 80 min
- Genre : Comédie
- Date de sortie : 
  - France : 2 mai 1951 (France, sortie nationale)

## Distribution
- Rellys : Hercule
- Suzy Carrier : Isabelle
- Armand Bernard : l'agent 3333
- Alfred Pasquali : Coquentin
- Lily Mounet : Mme Fleuron
- Félix Oudart : le président
- Maurice Regamey : Verdure
- René Bourbon : le cocher
- Jean Carmet : le clerc
- Nicolas Amato : l'avocat
- Gregori Chmara : Pelliculos
- Maxime Fabert : le commissaire
- Marcel Mirovic : le jeune acteur
- Georges Paulais : le commissaire
- Dominique Tirmont : le chanteur
- Yvonne Yma
- Alexandre Mihalesco
- Blanche Ariel
- Lise Bourdin